# Château de Montpon
Pour les articles homonymes, voir Montpont.
Le château de Montpon est une ancienne maison forte, de la toute fin du XVe siècle, centre de la seigneurie de Montpon, qui se dresse sur la commune d'Alby-sur-Chéran dans le département de la Haute-Savoie, en région Auvergne-Rhône-Alpes.
Il est l'un des sept châteaux, avec Châteauvieux, Le Donjon, Montconon, Montdésir, Montvuagnard et Pierrecharve, qui assuraient la défense d'Alby.
Ces châteaux constituaient un système défensif permettant de contrôler le passage à gué du torrent puis plus tard d'un pont qui fut à l'origine de la prospérité du bourg d'Alby. C'est le seul qui soit encore bien conservé.

## Situation
Le château de Montpon est situé dans le département français de la Haute-Savoie sur la commune d'Alby-sur-Chéran, sur la rive gauche, dans une boucle du Chéran, au nord du bourg, sur un promontoire.

## Historique
Le Régeste genevois donne la famille d'Alby (Albier) comme ayant sa résidence à Alby, que l'on appelait Mont-Pont. L'historien Léon Menabrea précise qu'il s'agit de la « résidence de la très ancienne famille des sires d'Alby, dont les traces remontent au XIIe siècle ».
Une première maison forte, appartenant en 1215 à la famille de Villette, occupait le site de Montpon.
En 1363, la maison forte avec tour est la possession de la famille Richard d'Alby,.
La maison forte est citée dès 1426.
En 1499, François Richard, secrétaire ducal et maître auditeur à la Chambre des comptes, fait construire une nouvelle maison forte, à côté, sur le mont Nagier, Nangiers ou mont Calvaire, contigu à Montpon, en remplacement de l'ancienne demeure à demi ruinée.
Il obtient le 10 septembre 1499, par lettres patentes du duc Philibert II de Savoie, l'accord de transférer le nom de Montpon à sa nouvelle demeure. Le 17 mai 1508, le duc Charles III de Savoie, lui reconnaît le titre de seigneur de Montpon.
La maison forte passe en 1580, à la famille de La Faverge, à la suite du mariage de Jacquemine de Richard, dernière du nom, avec Louis Ier de La Faverge, juge mage du Genevois. Au XVIIIe siècle, les La Faverge transforment la maison forte et l'adaptent aux us de l'âge classique.
En 1746, au décès de François Philibert, dernier représentant des La Faverge de Montpon, officier dans l'armée sarde, Montpon passe à son cousin, Joseph-Marie de La Faverge de Cormand, sénateur de Cormand, substitut avocat général au Souverain Sénat de Savoie, né au château de Cormand en 1715. À sa mort, survenue en 1801,, ce dernier laisse Montpon aux enfants de sa sœur ou à sa sœur Louise-Françoise de La Faverge de Cormand qui a épousé en 1742, à Cormand, Joseph François de Thiollaz, capitaine d'infanterie au service de l'électeur de Bavière.
À cette époque, la seigneurie de Montpon regroupe les terres de Montconon, Montvuagnard, Vars et Montdésir.
La famille de Thiollaz agrandit le château, en 1850 et conserve Montpon jusqu'en 1973.
Le parc fait l'objet d'une inscription au pré-inventaire des jardins remarquables.

## Description
Le château de Montpon, objet de fréquentes réparations, après des incendies notamment en 1685 et en 1719, ce dernier provoqué par la foudre, se présente aujourd'hui sous la forme d'une construction rectangulaire en grande partie du XVe siècle de deux étages sur rez-de-chaussée que flanque dans un angle une tour carrée de trois étages. Les ouvertures en ont été modifiées au XIXe siècle. Une aile basse, bâtie en réemployant les matériaux du château de Montvuagnard, et agrémentée à l’étage d’une galerie d'inspiration italienne est venu se greffer au XVIIIe siècle, à la maison forte. Cette aile s’ouvre sur la cour par une alternance d’arcs en plein cintre et d’arcs en anse de panier.
Une chapelle, ainsi qu'une tourelle ronde ont été aménagées au milieu du XIXe siècle. La chapelle, placée à l'articulation des deux bâtiments est accessible par une porte de style gothique, depuis les appartements.

## Possesseurs successifs
Liste non exhaustive
- Famille Richard d'Alby (XIVe siècle)
- Famille de La Faverge de Montpon : 1580-1746
  - Louis Ier : 1580-1593
  - Louis II : 1593-1630 (fils du précédent)
  - Emmanuel : 1630-1663 (fils du précédent)
  - François-Philibert : 1663-1746 (petit-fils du précédent)
- Joseph-Marie de La Faverge de Cormand : 1746-1801 (cousin du précédent)
- Famille de Thiollaz : 1801-1973
  - Joseph-Marie de Thiollaz : 1801-1822 (neveu du précédent)